# 坎德勒-麥克阿菲 (喬治亞州)
坎德勒-麥克阿菲（英語：Candler-McAfee）是位於美國喬治亞州迪卡爾布縣的一個人口普查指定地區。

## 地理
坎德勒-麥克阿菲的座標為33°43′38″N 84°16′29″W / 33.72722°N 84.27472°W，而該地最高點為海拔高度304米（即997英尺）。

## 人口
根據2010年美國人口普查的數據，坎德勒-麥克阿菲的面積為18.10平方千米，當中陸地面積為18.10平方千米，而水域面積為0.00平方千米。當地共有人口23025人，而人口密度為每平方千米1,272人。